# Kostel Povýšení svatého Kříže či Nanebevzetí Panny Marie (Kobylé)
Kostel Povýšení svatého Kříže či Nanebevzetí Panny Marie v Kobylém je římskokatolický kostel. Pod zasvěcením Nanebevzetí Panny Marie byl zapsán roku 1958 do seznamu památek a je chráněn jako kulturní památka dosud.
Původ a zasvěcení kostela jsou nejasné. Seznam památek, mapa ČÚZK a např. publikace Umělecké památky Čech Emanuela Poche a kol. uvádějí současně zasvěcení Nanebevzetí Panny Marie a barokní původ stavby; stránky plzeňské diecéze kostel vůbec nezmiňují;
jiné zdroje uvádějí zasvěcení svatému Kříži a původ stavby po požáru roku 1833.

## Historie

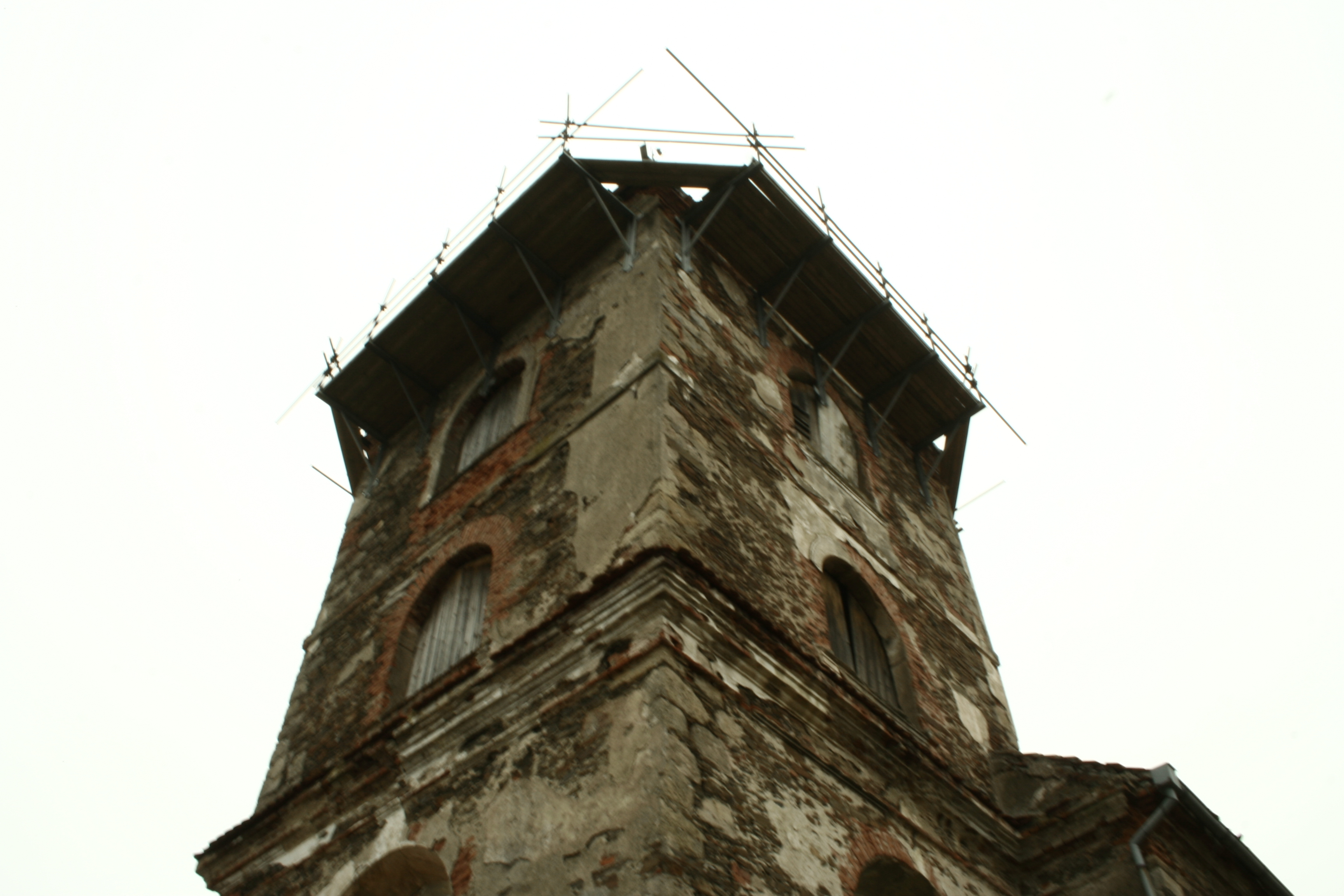
Kostelní věž

Původně barokní kostel byl postaven na místě kostela svatého Kříže, zmiňovaného roku 1367 v písemných pramenech. Pravděpodobně byl kostel založen řádem Maltézských rytířů, kteří spravovali i blízký statek. V 16. a 17. století byl kostel protestantský. V první polovině 17. století byl však rekatolizován. Roku 1661 byl kostel opravován. Do současného slohu byl přestavěn po požáru roku 1883. Kostel je jednolodní s nadsazeným pravoúhlým presbytářem a hranolovitou dvoupatrovou věží před západním průčelím. Okna jsou kasulová, v západní fasádě jsou dva portály, z nichž jeden je slepý. Věž je s pásovými římsami, polokruhově zakončenými okny a zakončena je střechou s cibulovitou bání. Presbytář je sklenut křížovou klenbou. Po roce 1883 byl presbytář přenesen do prostoru přízemní věže v západní části kostela. Vítězný oblouk je polokruhový a loď je plochostropá. Zařízení kostela pochází z roku 1833. V sakristii, zřízené za oltářem, se nachází stříbrný, zlacený relikviář z druhé poloviny 18. století. Během první světové války byly zabaveny některé ze zvonů kostela.

## Opravy
V roce 2011 byly zahájeny opravné práce na spodních partiích krovu věže kostela s částečnou výměnou dřevěného bednění. Rokem 2012 začala výměna střešní krytiny věže, repase kříže a hromosvodu. Dále v roce 2012 pokračovaly opravy krovu.

## Současnost
V současné době se kostel nevyužívá. Ve špatném stavu jsou stropy, které jak je patrno z fotek jsou místy i děravé, v presbytáři opadává z klenby i omítka. Vše je zapříčiněno špatným stavem střechy v minulých letech a zejména ve stropní ploše pod věží se vlhkost podepsala na dírách v rozích lodě. Stav by se v nadcházejících letech měl po opravě střešní krytiny a krovu zlepšit, alespoň ve smyslu, že už se nebude již tak zubožený stav vlivem vody zhoršovat. V roce 2018 by opravy kostela měly stát 120 tisíc Kč.